# L'edera
Pour plus de détails, voir Fiche technique et Distribution.
L'edera est un film italien réalisé par Augusto Genina, sorti en 1950.

## Fiche technique
- Titre : L'edera
- Réalisation : Augusto Genina
- Scénario : Augusto Genina, Vitaliano Brancati et Carlo Musso d'après le roman de Grazia Deledda
- Photographie : Marco Scarpelli (it)
- Montage : Elena Zanoli
- Musique : Antonio Veretti (it)
- Pays d'origine : Italie
- Format : Noir et blanc - 1,37:1 - Mono
- Genre : drame
- Durée : 95 minutes
- Date de sortie : 1950

## Distribution
- Columba Domínguez : Annesa
- Roldano Lupi : Don Paulu Decherchi
- Juan de Landa (it) : Don Vidris
- Franca Marzi : Zana, la veuve
- Gualtiero Tumiati (it) : Zio Zua
- Nino Pavese (it) : Salvatore Spanu
- Emma Baron : Donna Francesca